# Йи (река)
Йи (исп. Río Yí) — река в Уругвае. Йи, наряду с Такуарембо, является одним из двух крупнейших притоков реки Рио-Негро.

## География

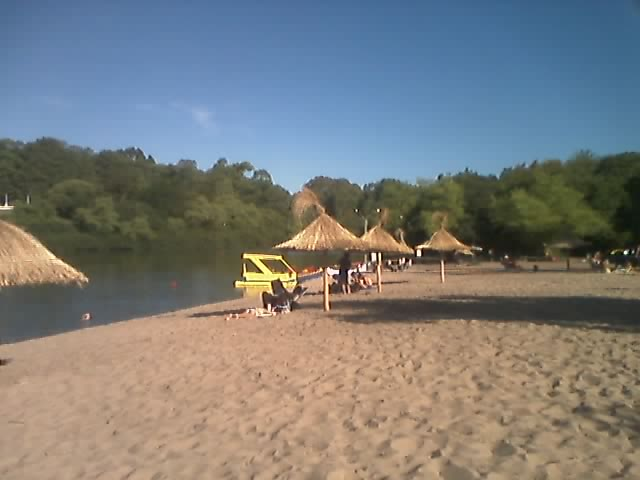
Пляж на берегу реки Йи в городе Дурасно

Йи берёт начало в нагорье Кучилья-Гранде. Протекает преимущественно в западном направлении в центральной части Уругвая, впадая в крупную реку Рио-Негро. Проходит мимо городов Саранди-дель-Йи и Дурасно. Ближе к устью в Йи впадает река Чаманга.
Площадь водосбора Йи составляет 12 600 км², протяжённость — 210 км.

### Ведомственные границы
По руслу Йи на большей части протяжённости реки проходит граница между уругвайскими департаментами Дурасно и Флорида. Далее река вплоть до устья образует часть границы между департаментами Дурасно и Флорес.